# حمام زيتي

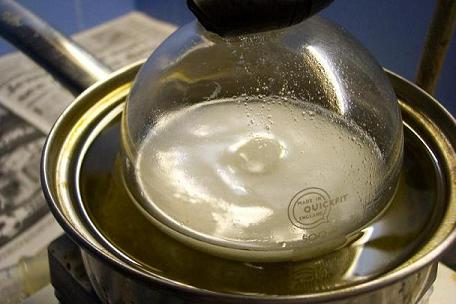

الحمّام الزيتي (بالإنجليزية: Oil bath)‏ عبارة عن جهاز تدفئة مخبري يتمّ فيه استخدام الزيت المغلي كمّنظم لدرجة الحرارة. ونظراً لأن الزيوت المختلفة لها درجات غليان مختلفة, فإنه من الممكن الحصول على درجة حرارة قريبة من تلك المطلوب بلوغها وذلك من خلال اختيار زيت ذو درجة غليان قريبة جداً بقدر الإمكان من درجة الحرارة المطلوبة.
وحمّام الزيت في جوهره عبارة عن وعاء يحتوي على زيت يتمّ تسخينه بواسطة لوح ساخن أو لهب مكشوف أو غيرها من مصادر الحرارة.
هناك استعمال آخر للحمام الزيتي يتمثل في تصفية و ترشيح الجسيمات العالقة من الهواء بواسطة إمرار تيار الهواء خلال حمام زيتي «غير مسخن». وقد تمّ استخدام هذا النوع من مرشحات الهواء في محركات السيارات ولكنه قد تمّ استبدالها بمرشحات هواء ورقية حديثة.